# Magnolia minor
Magnolia minor este o specie de plante din genul Magnolia, familia Magnoliaceae. A fost descrisă pentru prima dată de Ignatz Urban, și a primit numele actual de la Rafaël Herman Anna Govaerts. A fost clasificată de IUCN ca specie în pericol. Conform Catalogue of Life specia Magnolia minor nu are subspecii cunoscute.